# Adenia barthelatii
Adenia barthelatii är en passionsblomsväxtart som beskrevs av M.Pignal, Yockteng, Hearn och Labat. Adenia barthelatii ingår i släktet Adenia och familjen passionsblomsväxter. Inga underarter finns listade i Catalogue of Life.